# FLOW THE BEST
『FLOW THE BEST 〜Single Collection〜』（フロウ・ザ・ベスト シングル・コレクション）は、FLOW初のベストアルバム。

## 概要
- インディーズ時代に発売された「贈る言葉」から11thシングル「COLORS」までのシングルに加え、新曲「Melody」を収録したベストアルバム。曲順は発売されたのが新しい方から順に並べられている。
- 両A面シングルである「流星/シャリララ」、「Rookie/STAY GOLD」、「Around the world/KANDATA」は1曲目のみを収録。
- 初回限定盤には収録曲全てのPV（新曲のMelodyは除く）を収録したDVDが付いてくる。また、DVDは音声&字幕切り替えで全曲カラオケ・ビデオになるという世界初の試みが実行された。更に、メンバー自身がPV撮影当時のエピソードを振り返ったコメンタリーも全曲分収録されている。
- 初回限定盤、通常盤ともにライナーノーツ封入。
- 全曲リマスタリングされている(新曲を除く)。
- キャッチコピーは、『いよいよ出ます!!!オナカ一杯！絶対満足のベスト・アルバム!!!新録入り!!!』

## 収録曲

### CD
1. COLORS
メジャー11thシングル。アルバム初収録。
2. Around the world
メジャー10thシングル。アルバム初収録。
3. Re:member
メジャー9thシングル。アルバム初収録。
4. Garden
メジャー8thシングル。シングルバージョンはアルバム初収録。
5. DAYS
メジャー7thシングル。シングルバージョンはアルバム初収録。
6. Rookie
メジャー6thシングル。
7. Life is beautiful
メジャー5thシングル。
8. GO!!!
メジャー4thシングル。
9. 流星
メジャー3rdシングル。シングルバージョンはアルバム初収録。
10. ドリームエクスプレス
メジャー2ndシングル。
11. ブラスター
メジャー1stシングル。
12. メロス
インディーズ時代に発売した4枚目のシングル。
13. 贈る言葉
インディーズ時代に発売した3枚目のシングル。海援隊のカヴァー。シングルバージョンはアルバム初収録。
14. Melody -Bonus Track-
新曲。

### DVD
1. COLORS
2. Around the world
3. Re:member
4. Garden
5. DAYS
6. Rookie
7. Life is beautiful
8. GO!!!
9. 流星
10. ドリームエクスプレス
11. ブラスター
12. メロス
13. 贈る言葉
14. FLOW THE CARNIVAL 2006 ”開幕戦”ダイジェスト